# Франжоли, Николай Афанасьевич
Никола́й Афана́сьевич Франжо́ли (или Франжоли́) (4 мая (16 мая) 1856, Херсон — ?) — русский революционер, сын херсонского купца, имевшего подданнство Австро-Венгрии, народник, политический ссыльный. Брат революционеров-народников Андрея, Тимофея и Дмитрия Франжоли, дядя революционера и журналиста Владимира Франжоли, актрисы Людмилы Франжоли. За сочувствие антиправительственным идеям был арестован с целью выдворения за пределы Российской империи. Высылка из России была заменена на ссылку в Вятскую губернию, но и она была заменена на ещё более суровое наказание.
Один из фигурантов дела о подкопе под Херсонское казначейство в 1879 году. Заговорщикам удалось похитить из казны свыше полутора миллионов рублей. Обвиняемый в совершении подкопа и участии в краже казённых денежных средств, признал себя лишь частично виновным. В 1880 году был осуждён военно-окружным судом Одессы к многолетним каторжным работам в Сибири. Несмотря на то что ограбление казначейства произошло уже после ареста Николая, он был сослан в Карийскую каторгу. Впоследствии вышел на поселение в Забайкальской области, жил в Чите, Благовещенске, стал золотопромышленником Амурской области. Упоминается на страницах романов Всеволода Крестовского «Торжество Ваала» (1892), Александра Полякова «Великаны сумрака» (2011) и др.

## Биография
Николай Франжоли родился в семье мелкого херсонского купца Афанасия Дмитриевича Франжоли и его жены Елизаветы Ивановны. Отец имел австро-венгерское подданство, он вёл табачную торговлю, но средств на содержание большой семьи не хватало. Из выживших детей Николай был третьим сыном, старшие его братья — Андрей и Тимофей — впоследствии стали революционерами, на революционный путь встал и самый младший брат — Дмитрий Франжоли. Кроме братьев, в семье воспитывались сёстры — Евгения (в замужестве Болотникова), Анна (в замужестве Мамаенко) и Ольга (в замужестве Левченко). Николай, наряду с Андреем Франжоли, был отдан на учёбу в херсонскую гимназию, но не окончил её. Н. А. Морозов писал, что до своего ареста Николай Франжоли предполагал занять место сельского учителя: «Один из братьев Франжоли перед поступлением на должность сельского учителя попал в Сибирь на каторгу, другой, по недостатку средств получить среднее образование, принуждён был ещё мальчиком поступить в булочную».
Под другим братом Н. А. Морозов подразумевал Тимофея Франжоли, оставшегося без гимназического образования. Оба брата, Николай и Тимофей, были особенно дружны, так как по возрасту были близки друг другу. Андрей Франжоли был значительно старше, а Дмитрий — соответственно младше. Андрей Афанасьевич имел продолжительный и богатый опыт революционной деятельности с начала 1870-х годов, в том числе участие в одесских революционных кружках, «хождение в народ», арест и суд по процессу 193-х народнических агитаторов, побег, новое задержание и ссылку в Вологодскую губернию, поэтому неудивительно, что весной 1879 года херсонская полиция обратила внимание на деятельность его младших братьев, в значительной мере находившихся под влиянием старшего.
В жандармских донесениях сообщалось, что Николай и Тимофей были замечены «в желании устраивать тайные беседы и заподозрены в сочувствии соц[иально]-революционным идеям». Братьев включили в жандармский список лиц, чьё пребывание в Херсонской губернии было признано нежелательным. 16 мая херсонским губернатором А. С. Эрдели список был подан временному одесскому генерал-губернатору Э. И. Тотлебену, а 31 мая 1879 года оба брата были арестованы. 20 июня арестованные были отправлены этапом в Одессу. В июле был арестован и Дмитрий Франжоли.
Сначала всех молодых людей предполагалось выслать за пределы Российской империи, поскольку братья настаивали на том, что являются подданными Австро-Венгрии. Однако позднее высылка была им заменена на ссылку в Вятскую губернию, так как никто из них не смог доказать австро-венгерское подданство, ни у Николая, ни у Тимофея не было австрийских паспортов, и тем самым они не могли доказать, к какому сословию в Австро-Венгерской империи они принадлежали. Генеральный австро-венгерский консул в Одессе заявил, что не сможет оказать содействие к принятию братьев на границе Австро-Венгрии.

### Участие в ограблении Херсонского казначейства
21 июля 1879 года по требованию прокурора Херсонского окружного суда Николай был возвращён в Херсон на доследование. Ему инкриминировалось участие в подкопе под Херсонское казначейство. Основными организаторами этого дела были народники Ф. Н. Юрковский, известный в подпольных кругах как «Сашка-инженер», и Е. И. Россикова. Поскольку рабочих рук организаторам не хватало, они прибегали к помощи случайных людей, в том числе лиц уголовных, а также симпатизирующих революционному движению, но не осведомлённых в деталях замысла. В числе последних оказался и Николай Франжоли. Несмотря на участие уголовных преступников, ограбление Херсонского казначейства не было рядовым грабежом — заговорщики осуществляли экспроприацию казначейских денег для нужд политической борьбы.
В. Д. Новицкий в мемуарной книге «Из воспоминаний жандарма» писал о мотивах Ф. Н. Юрковского: «Юрковский, объясняя цель кражи денег, говорит, что он был руководим желанием улучшить материальное благосостояние сосланных в Сибирь административным порядком, что в краже этой он не видит ничего безнравственного, так как правительство и преследуемые им политические преступники представляют два лагеря, воюющих между собою, а права обеих воюющих сторон одинаковы во всё продолжение войны <…>». Пассивную поддержку заговорщикам оказывал М. Ф. Фроленко. Он был знаком со старшей сестрой Николая, Евгенией Франжоли, вышедшей замуж за инженера-технолога И. Н. Болотникова. Иван Болотников, как и Андрей Франжоли, работал фармацевтом, все трое вместе с Евгенией Франжоли входили кружок революционно-настроенной херсонской молодёжи С. Л. Чудновского. Сам Андрей Франжоли в момент ограбления Херсонского казначейства находился в ссылке в Вологодской губернии. Сомнения щепетильного Михаила Фроленко вызывала не целесообразность конфискации денег на революционную борьбу, а криминальный способ их получения: «Кража, хотя бы и государственных денег, всё-таки считалась кражей». Михаил Фроленко пояснял, что если бы бойцы революции смогли получить эти деньги путём открытого вооружённого нападения, то это было бы гораздо приемлемее в свете революционной этики. Но тайное похищение, кража имели для подлинных революционеров неприятный привкус банального воровства.
Подкоп начали копать 26 мая. Николай Афанасьевич смог принять участие в работах лишь один раз, 29 мая, а 31 мая был арестован. Кража совершилась уже 3 июня, то есть после его задержания. Ф. Н. Юрковский так вспоминал об этом событии, отбывая наказание в Шлиссельбургской крепости:

Я лежал в бреду, работа приостановилась. Тогда Россикова решилась ввести новую личность, человека, непосвящённого в наше предприятие, но с которым она раньше вела кое-какие переговоры. Это был Николай Франжоли. Так как ещё во время моего управления заводом Банова он высказывал мысль о возможности подобного предприятия, то можно было ожидать, что он не уклонится от участия в нём. Вечером Россикова отправилась к Франжоли и привела его с собою. Он проработал ночь, заняв моё место, и обещал прийти на другой, день, но больше не являлся по неизвестным причинам и, как оказалось впоследствии, независящим от него: ему помешало административное вмешательство.— Ф. Н. Юрковский, «Как я упразднил Херсонское казначейство»
.
Участникам этой революционной экспроприации удалось похитить 1 579 638 рублей, но б́ольшая часть, за вычетом 16 868 рублей, вскоре была возвращена в казну. В своё оправдание на допросах Николай Франжоли заявил, что полагал, будто этот подкоп нужен лишь для сокрытия запрещённой литературы, но сам он непосредственного отношения к хищению денег не имел. Из его показаний на суде следовало, что он был знаком с Ф. Н. Юрковским, Е. И. Россиковой и Ан. Андреевой (возможно, А. А. Алексеевой, гражданской женой Ф. Н. Юрковского?) с 1875 года. Он признал себя лишь частично виновным, поскольку не подозревал у заговорщиков истинной цели их подкопа — ограбления казначейства. Пока в деле об ограблении Херсонского казначейства шли следственные действия, отправка в ссылку двух остальных братьев Франжоли, Тимофея и Дмитрия, также была приостановлена. Следствие рассматривало варианты их возможного участия в подкопе, но поскольку непосредственных улик найдено не было, оба брата (Дмитрий в августе 1879 года уже был доставлен из Херсона в Одессу) в начале сентября 1879 года были отправлены в ссылку в Вятскую губернию.
Следственные мероприятия в отношении Николая были завершены только зимой, 11 декабря подозреваемым были предъявлены окончательные обвинения. Все участники, за исключением М. Ф. Фроленко и Н. Л. Властопуло, роль которых следствию так и осталась неизвестной, судились военно-окружным судом Одессы 10—14 января 1880 года. Ф. Н. Юрковский был осуждён киевским военно-окружным судом. На суде выступили Е. И. Россикова, А. А. Алексеева, Е. Н. Южакова и Н. А. Франжоли. 15 января Николаю Афанасьевичу был оглашён приговор, по которому он был лишён всех прав, состояния и осуждён к каторжным работам в рудниках на пятнадцать лет. Впоследствии суровые пятнадцать лет каторги в рудниках были заменены ему на четыре года каторжных работ на заводах, поскольку суд принял во внимание его незначительное участие в преступном сообществе: «не имея прямого отношения к краже денег, оказывал лицам, совершившим её, своё содействие». Приговор вступил в силу, и в феврале 1880 года Н. А. Франжоли этапным порядком последовал на карийскую каторгу, куда прибыл только 16 октября 1880 года.

### Каторга и ссылка
17 августа 1882 года срок каторжных работ Николая Франжоли истёк. В 1889 году он вышел на поселение в той же самой Забайкальской области, в которой располагались Нерчинские рудники и Карийская каторга. Некоторое время жил в Чите. В августе 1889 года приписался к крестьянскому сословию Татауровской волости Читинского уезда, Забайкальской области. С 1896 года переселился в Благовещенск, Амурской области, а после этого, по данным словаря «Деятели революционного движения в России», вернулся в Европейскую Россию. Революционной деятельностью он больше не занимался.
Однако, по другим данным, он остался жить на Дальнем Востоке, став золотопромышленником Амурской области (1908—1916). Участвовал в Четвёртом съезде золотопромышленников Зейского горного округа. В 1908 году представлял интересы товарищества «Юров и Ко». В Государственном архиве Херсонской области имеется письмо корреспондента газеты «Вятская речь» В. Пестова к Тимофею Франжоли о встрече в 1910 году на Зейских золотых приисках с Николаем Франжоли. Н. А. Франжоли был женат, жена Екатерина Владимировна Франжоли была золотопромышленницей в Зейском горном округе, где вплоть до революции владела золотыми приисками «Марусино» и «Вознесенский». В браке родились дети Александр, Борис, Юрий и Владимир. В своё время на месте Зейского водохранилища был топоним «коса Франжоли», названный так по имени сына Николая Франжоли В. Н. Франжоли.
Кроме письма В. Пестова Тимофею Франжоли о Николае Франжоли известны ещё письма, адресованные самому Николаю Франжоли. Часть из них опубликовал журнал «Каторга и ссылка». Там же был опубликован единственный портрет Николая, сохранившийся, очевидно, в материалах следствия. Первое письмо в Херсон от Андрея Франжоли братьям Николаю и Тимофею написано в начале 1879 года. В нём старший брат благодарил младших за пересылку рукописей его статей к нему в Вологодскую губернию и рассказывал о мытарствах в ссылке его и его будущей жены Евгении Флориановны Завадской. Второе письмо от Тимофея Франжоли из Котельнича в Одессу от 13 октября 1879 года было переслано полицией в Херсон. В письме автор рассказывал об обстоятельствах своего водворения вместе с женой и новорождённой дочерью в вятскую ссылку и поддерживал Николая, оставшегося на родине в одиночестве, накануне его отправки в сибирскую каторгу. Николай также впоследствии ответил письмом брату Тимофею.

## Отражение судьбы Николая Франжоли в литературе
Братья Франжоли и, в частности, Николай Афанасьевич нередко упоминались в дореволюционной и современной литературе. Так, в романе консервативного беллетриста Всеволода Крестовского «Торжество Ваала» (1892) сказано:

Между политическими преступниками встречались даже иностранцы, как прусский подданный Брандтнер, саксонский — Кизер, французский — Доллер, австрийские — Флориант Богданович и Николай Франжоли, не считая евреев, оказывавшихся иногда то румынскими, то турецкими подданными. А что участие этих иностранцев было далеко не маловажно, доказательство тому, что Брандтнер был приговорён к смертной казни, а Богданович, Франжоли и другие к каторжным работам…— Всеволод Крестовский, «Торжество Ваала». Глава XV. «Путаное время»
На самом деле, как считает современный исследователь, братья Франжоли несколько переоценивали важность своих австрийских корней; в действительности представители династии Франжоли жили в России, по крайней мере, с начала XIX столетия, имели неясных (не то греческих, не то турецких) предков и за это время в значительной мере ассимилировались с коренным населением.
Упоминаются братья Франжоли и на страницах романа А. П. Полякова «Великаны сумрака» (2011) о Льве Тихомирове, на страницах книги писателя П. А. Кошеля «История российского терроризма» (1995). Ярославский и ленинградский писатель В. Н. Дружинин посвятил семейству Франжоли очерк «Семья гарибальдийца», опубликованный им в 1982 году в журнале «Нева». Рассказывая о братьях и сёстрах Франжоли, писатель, по сведениям А. М. Молодцова, допустил множество неточностей, а в некоторых случаях сообщил просто неверную информацию. Так, указывая продолжительность сибирской каторги Н. А. Франжоли, он назвал срок пятнадцать лет, а не четыре года, хотя при утверждении приговора Николаю срок ему был значительно снижен, а фактически, если верить словарю «Деятели революционного движения в России», он составил всего два с половиной года. Далее осуждённый находился на поселении.
Также в статье говорилось, что Андрей, Николай, Тимофей и Дмитрий Франжоли стали активными членами партии «Народная воля», друзьями Софьи Перовской, Андрея Желябова и Николая Морозова, тогда как народовольцами были лишь Андрей Франжоли и его жена Евгения Завадская, сбежавшие из Вологодской ссылки в 1880 году и примкнувшие к петербургским нардовольцам, а Николай, Тимофей были арестованы в мае, то есть до Липецкого съезда, на котором и возникла эта партия. Лишь Дмитрий был арестован в июле 1879 года, но сведений о его участии в Липецком съезде не имеется. По этой причине принять участие в борьбе народовольцев арестованные и сосланные в разные концы России младшие братья Франжоли не могли.
Подобные примеры анахронизма в освещении биографии Н. А. Франжоли характерны не только для научно-популярной, но и для научной литературы. Так, комментаторы посмертного издания мемуаров народника С. Ф. Ковалика «Революционное движение семидесятых годов и процесс 193-х» называют Николая Афанасьевича членом Одесского кружка народников, руководимого Феликсом Волховским. На самом деле, несовершеннолетний Николай не мог в 1872—1873 году находится в Одессе и участвовать в кружке «чайковцев», зато в этот город в 1872 году переехал старший брат Андрей, который, будучи фельдшерским учеником, поступил на работу в Одесскую городскую больницу.